# クラッキング (コンピュータ)
クラッキング（英: cracking）、クラックとは、コンピュータネットワークに繋がれたシステムへ不正に侵入したり、コンピュータシステムを破壊・改竄するなど、コンピュータを不正に利用すること。
オンライン登録やシリアルチェックをスキップして使用するなど、悪用の目的でアプリケーションソフトウェアを改変する行為もクラッキングと呼ぶ。
また、悪用の目的ではなく、単にシステムシーケンス等の裏側に侵入し、情報を閲覧、問題点を確認することもクラッキングと呼ぶが、情報セキュリティマネジメント等の資格保持者等（ホワイトハッカー）は一般に特殊事業を行っており、改竄等がされない限り問題視されない。

## 概要
コンピュータやソフトウェアの仕組みを研究、調査する行為をハッキングという。ハッキングそのものは「高い技術レベルを必要とするコンピュータ利用」といった意味合いであり、善悪の要素を持たない。そのうち、破壊などを伴い他者に迷惑をかけるものや、秘匿されたデータに不正にアクセスするなど、悪意や害意を伴うものをクラッキングと呼び、これには明確な否定的な意味合いがある。
語源などについての知識を持たない者やメディアは、クラッキングとハッキングを同一視する場合がある。前述のように、ハッキングという言葉には善悪の要素はなく、本来は否定的な意味合いを持たないため、「ハッキングという言葉をクラッキングの意味で用いるのは誤用である」と強く主張する者もいる。「クラッキング」という言葉は、そういった指摘を踏まえて、「悪意・害意を伴うハッキング」を単なる「ハッキング」と区別するために用いられるようになり、一般化した。
日本では電子計算機損壊等業務妨害罪や不正アクセス行為の禁止等に関する法律（不正アクセス禁止法）に抵触し、刑事罰の対象となる。
新幹線特例法にも、新幹線の運行システムに対するクラッキングを処罰する規定が定められている。

## 語源
"Cracking"は"Crack"の動名詞形であり、英語で「割る」、「ヒビが入る」などの意味がある。要するに、物体を当初意図した状態よりも悪い状態にし、もとの用途では使用が難しい状態にしてしまうことである。これをコンピュータのプログラムやデータにあてはめ「もとに戻す気もなく、なかばシステムを破壊しながら無理矢理使用する」という意味で使われる様になった。
対して "Hacking" は "Hack" の動名詞形であり、英語で「鋭く細かく割砕く」という意味があり、薪割りなどのイメージがある。物体を当初の状態から細々に切り刻んでとりあえず使える状態にすることであり、例えば、ありあわせのもので酒の肴を作るようなことを指す。これをプログラムにあてはめ「その場しのぎの方法により意図通りの動きをさせておく」という意味で使われるようになった。実際、オープンソースプログラムのソースコードに「とってもハック的だけど、一応動くから。」( "It's quite hackish but it still works." ) という趣旨のコメントが書かれていることがある。これは、いうなれば、ありあわせで作った肴で見栄えはよくないかもしれないが味は保証する、と述べているのである。
つまり、ハッキングでないクラッキングもあれば、クラッキングでないハッキングもある。しかし、一般に、クラックをするときには、抜け穴を攻撃するためだけにその場しのぎの道具をちょいちょいと作ったり使ったりしてクラッカーの思い通りの動作をさせることが多く、これはハッキングにあたる。このため、誤用されるようになったと考えられる。

## クラッキングの用途
クラッキングには様々な方法や種類があるが、技術者の観点から見ればいくつかのカテゴリに分類ができる。また、法的な観点から言えば、情報を扱うプライバシー法や他人の所有物の盗難・破損・破壊などいくつかのカテゴリに分類できる。
- コンピュータ上のアカウントへの侵入
  - ルートクラック (root)
  - システムユーザー (admin、postmaster、webmaster)
  - 一般ユーザー
- インターネットサービスの乗っ取り
  - FTPスペースでっち上げ
  - IRCサーバでっち上げ
  - 電子メールサーバ乗っ取りでジャンクメールのリレー
  - プロキシー・サーバをでっち上げで匿名アクセス
- データへの侵入
  - 観覧（パスワードやクレジットカード情報）
  - 改竄
  - 破壊

### ルートクラック
ルートクラックは、UNIX系やLinuxのOSにおけるコンピュータの最上特権ユーザーであるルート (root) という名前のスーパーユーザーのアカウントで侵入し、情報ファイルの改ざん、盗難、破壊を行ったり、コンピュータの持ち主が予期しない動作を起こさせるコンピュータウイルスやその他ソフトウェアをインストールする方法である。
ルートユーザーはコンピュータシステム上のすべての行為（書き込み・読み出し・削除・アプリケーションの行使）が行えるので、ルートクラックをされたマシンは再起動すらできなくなる場合もある。ルートは一番強固に守るべきシステムアカウントである。
ルート（特権ユーザー）の権利を手にいれるためのツールの1つにはルートキット (rootkit) がある。chkrootkit（外部サイト）は、各種ルートキットがシステムに仕掛けられているかどうかをチェックするツール（Unix系のプログラム）。

## クラッキングを題材にした作品
- 『The Art of Intrusion ハッカーズ その侵入の手口 奴らは常識の斜め上を行く』
- 『ブラッディ・マンデイ』
- 『踊る大捜査線 THE MOVIE3 ヤツらを解放せよ!』